# جاي تومسون براون
جاي تومسون براون (بالإنجليزية: J. Thompson Brown)‏ هو ضابط أمريكي، ولد في 6 فبراير 1835 في فرجينيا في الولايات المتحدة، وتوفي في 6 مايو 1864 في مقاطعة سبوتسيلفانيا في الولايات المتحدة.